# إم. سكوت تايلور
إم. سكوت تايلور هو اقتصادي كندي، ولد في 30 يوليو 1960.